# Weltfahrradtag

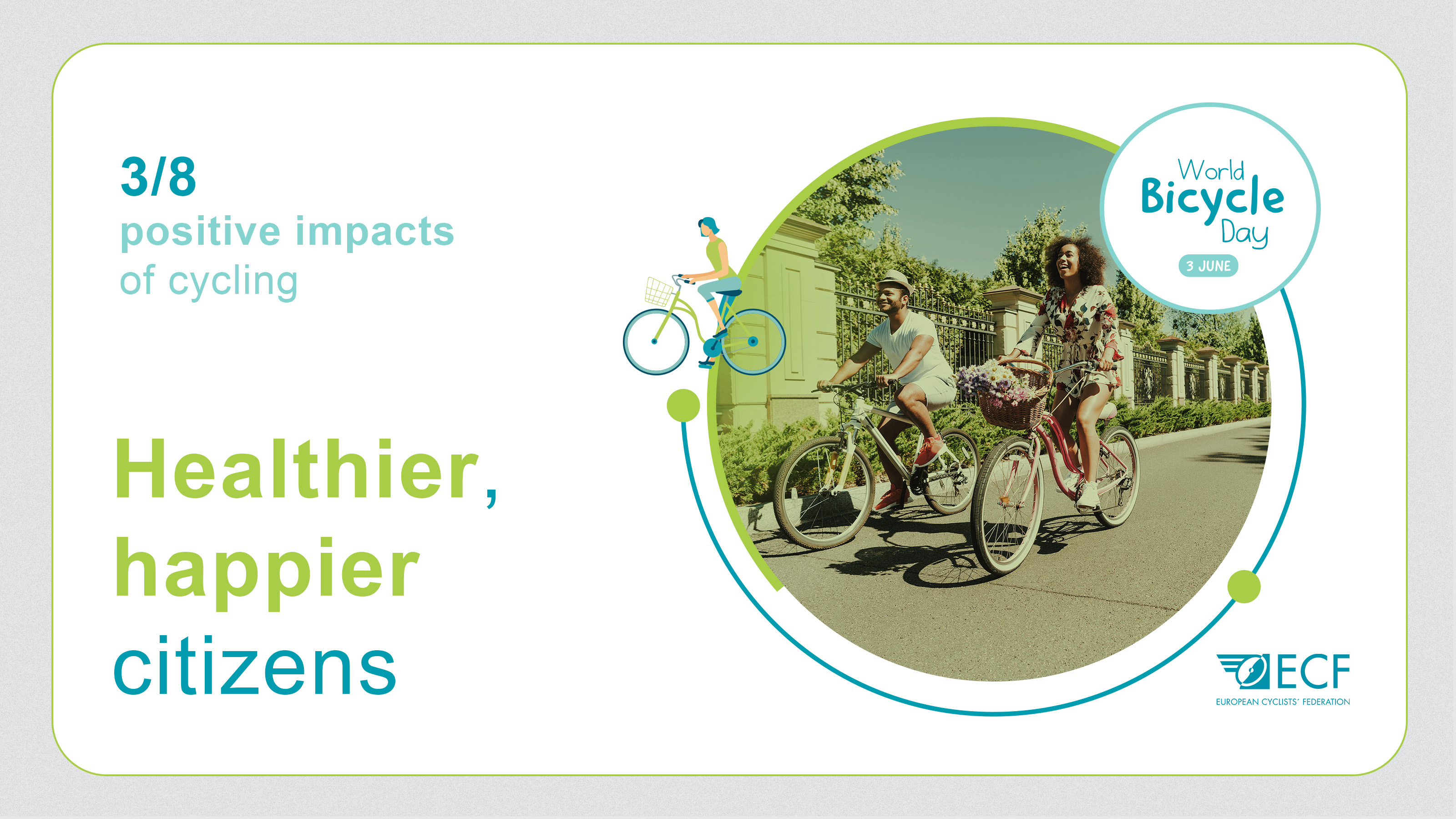
ECF-Kampagnengrafik zum Weltfahrradtag am 3. Juni 2021

Der Weltfahrradtag wird am 3. Juni begangen: Er wurde am 12. April 2018 als ein offizieller UN-Tag des Bewusstseins über die gesellschaftlichen Vorteile der Fahrradnutzung verabschiedet.
Nachdem die Ankündigung gemacht wurde, verkündete Generalsekretär Bernhard Ensink von der European Cyclists’ Federation, dass das Fahrradfahren gesellschaftliche, ökonomische und ökologische Vorteile habe und die Menschen einander näher bringe. Weiter führte er aus, dass die UN-Deklaration eine Anerkennung für den Beitrag des Fahrradfahrens zu den 17 UN-Zielen für nachhaltige Entwicklung sei.